# Estación Capomas
Estación Capomas är en ort i Mexiko.   Den ligger i kommunen Guasave och delstaten Sinaloa, i den västra delen av landet, 1 200 km nordväst om huvudstaden Mexico City. Estación Capomas ligger 44 meter över havet och antalet invånare är 1 265.
Terrängen runt Estación Capomas är platt. Runt Estación Capomas är det ganska tätbefolkat, med 104 invånare per kvadratkilometer. Närmaste större samhälle är Javier Rojo Gómez, 19,4 km sydväst om Estación Capomas. Trakten runt Estación Capomas består till största delen av jordbruksmark.